# Narodni park Paklenica
Narodni park Paklenica je eden izmed osmih narodnih parkov na Hrvaškem. Razprostira se na severni meji Dalmacije, na področju 95 km², v masivu Velebita. Dostop je urejen iz naselja Starigrad, kjer je tudi sedež uprave parka. Zavarovan je od leta 1949. Vstop v park je plačljiv.

## Ime
Ime Paklenica izhaja iz poimenovanja smole črnega bora (nar. paklina). Smolo so domačini uporabljali za premaz čolnov in ladij ter tudi v ljudski medecini.

## Značilnosti
- Velika Paklenica
- Mlin

Teren je kraški, sestoji iz številnih kraških pojavov. Skladi so apnenčasti in dolomitni. Proti morju se spuščata dva kanjona, in sicer Mala Paklenica in Velika Paklenica. Po parku je speljanih približno 150 km označenih pohodniških poti. Tako so peš dostopne jama Manita peč (550 mnv), skalna stena Aniča kuk, gozdarska koča Lugarnica, mlin, planinski dom Paklenica, vrhova Sv. brdo (1753 mnm) in Vaganski vrh (1758 mnm).

## Rastlinstvo
Dve tretjini površine parka prekriva gozd, najštevilčnejši drevesni vrsti sta črni bor in bukev. Izmed skalne vegetacije izstopajo razne vrste zvončkov, kadulja in resje. Na travnikih spomladi rastejo orhideje in perunike. 

## Živalstvo
V parku živi preko 4.000 različnih živalskih vrst, posebej zanimive so vrste metuljev, ki so marskikje drugje že izginile (npr. lastovičar).

## Šport
Paklenica je poznana tudi kot evropsko plezalno središče. Označenih je približno 400 plezalnih smeri, različno zahtevnih stopenj. V času prvomajskih počitnic je organizirano mednarodno alpinistično srečanje.